# حمنة بنت جحش
حمنة بنت جحش الأسدية صحابية وراوية أحاديث، وهي أخت لأم المؤمنين زينب بنت جحش والصحابة عبد الله بن جحش وأبو أحمد بن جحش، وزوجة الصحابي مصعب بن عمير ومن بعده الصحابي طلحة بن عبيد الله، وأم ولديه محمد السجّاد وعمران.

## سيرتها
تنتمي حمنة بنت جحش بن رئاب إلى بني أسد بن خزيمة. أبوها جحش بن رئاب الأسدي كان حليفًا لسيد قريش عبد المطلب بن هاشم، وأمها أميمة بنت عبد المطلب عمة النبي محمد، وإخوتها عبد الله الذي قتل يوم أحد، وعبيد الله الذي هاجر مع زوجته أم حبيبة إلى الحبشة، ومرض هناك وكان المرض سببا في وفاته  وأبي أحمد أحد السابقين في الإسلام، مرضعبد وأم المؤمنين زينب بنت جحش.
تزوجت حمنة مصعب بن عمير فولدت له ابنة، فقتل عنها يوم أحد، فتزوجها طلحة بن عبيد الله، فولدت له محمد السجّاد وعمران. شهدت حمنة أحدا، فكانت تسقي العطشى وتحمل الجرحى وتداويهم. وحين رجعت إلى المدينة، نعى لها النبي محمد أخاها عبد الله فاسترجعت، ونعى لها خالها حمزة بن عبد المطلب فاسترجعت، فلما نعى لها زوجها مصعب بن عمير ولولت. فقال لها النبي: «كيف قلت على مصعب ما لم تقولي على غيره»، فقالت: «يا رسول الله ذكرت يُتم ولده».
جُلدت حمنة في حادثة الإفك حيث تكلمت في أم المؤمنين عائشة ظنًا منها أن ذلك خير لأختها زينب، فلما نزل القرآن ببراءة عائشة، جُلدت مع حسان بن ثابت ومسطح بن أثاثة. وقال ابن عباس: أن رسول الله جلد: عبد الله بن أبي، ومسطح بن أثاثة، وحسان بن ثابت، وحمنة بنت جحش فأما الثلاثة فتابوا وأما عبد الله فمات منافقا.

## شخصيتها
عُرف عن حمنة اجتهادها في العبادة، فيروي أحمد في مسنده أن النبي محمد رأى حبلاً ممدودًا بين ساريتين في المسجد، فقال: «لمن هذا؟»، قالوا: «لحمنة بنت جحش، فإذا عجزت تعلقت به»، فقال: «لتصل ما طاقت، فإذا عجزت فلتقعد». وقد روت حمنة بنت جحش أحاديث عن النبي محمد، وروى عنها ابنها عمران.

## وصلات خارجية
- موقع قصة الإسلام.